# 安国駅
安国駅（やすくにえき）は、北海道紋別郡遠軽町生田原安国にある北海道旅客鉄道（JR北海道）石北本線の駅である。電報略号はヤニ。事務管理コードは▲122521。駅番号はA51。

## 歴史

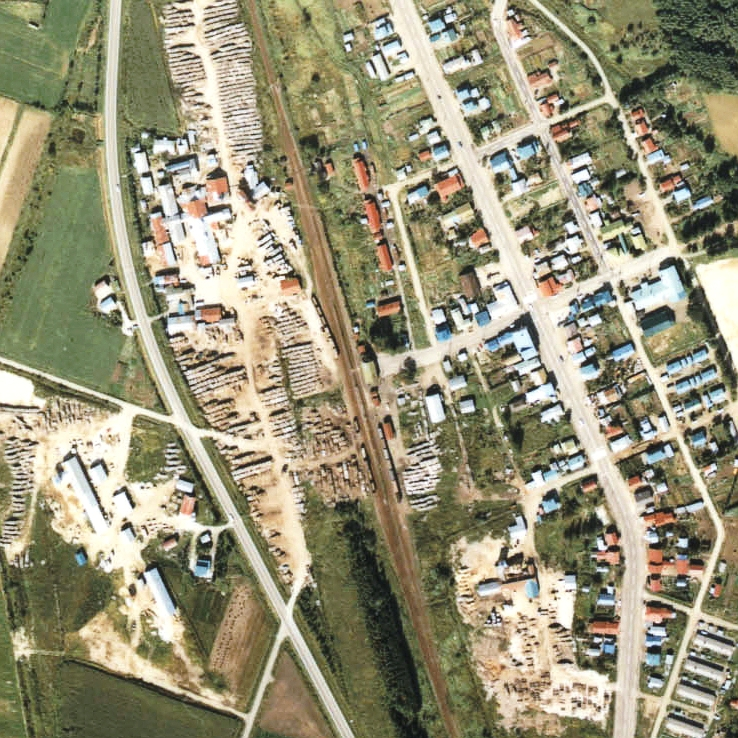
1977年の安国駅と周囲約500m範囲。下が網走方面。少しずれた単式ホーム2面2線と外側に貨物積卸線、駅裏のストックヤード前へ斜めに敷かれた引込み線、駅舎横の留辺蘂側に貨物ホームと引込み線を有している。ホーム上に跨線橋はまだ架けられていない。この時点では、駅裏のストックヤードに木材が多く野積みされていて、国土地理院 地図・空中写真閲覧サービス 1948年（昭和23年）の航空写真 USA-R267-17 と比較しても、殆んど状況が変わらないという珍しい駅であったが、この後、貨物荷物取扱廃止や無人化に伴って、側線は全て撤去され、ヤードも無くなってしまった。

- 1914年（大正3年）10月5日：鉄道院湧別軽便線留辺蘂駅 - 当駅間開業（軌間762mm）により下生田原駅（しもいくたはらえき）として開業[3][4]。一般駅[1]。
- 1915年（大正4年）11月1日：当駅 - 遠軽駅 - 社名淵駅（→開盛駅）間が延伸開業[4]。
- 1916年（大正5年）11月7日：留辺蘂駅 - 社名淵駅間を1,067mm軌間に改軌[4]。
- 1922年（大正11年）
  - 9月2日：軽便鉄道法廃止により湧別線に線名改称[4]。
  - 10月1日：遠軽駅 - 野付牛駅間を区間分離し、石北線に編入。
- 1946年（昭和21年）3月1日：安国駅へ駅名改称[3][5]。
- 1949年（昭和24年）6月1日：公共企業体である日本国有鉄道に移管。
- 1961年（昭和36年）4月1日：所属路線が石北本線に改称[4]。
- 1982年（昭和57年）11月15日：貨物取扱い廃止[1]。
- 1983年（昭和58年）
  - 1月10日：荷物取扱い廃止[1]。CTC導入により無人化[6][7]。
  - 3月：跨線橋新設[7]。
- 1987年（昭和62年）4月1日：国鉄分割民営化により北海道旅客鉄道（JR北海道）に継承[1][4]。
- 1989年（平成元年）10月25日：生田原町による「安国駅前再開発事業」の一環により駅舎改築し同日竣工[7][3][8][9]。

### 駅名の由来
当初生田原川の下流にあることから下生田原と命名され、その後字名ともなっていた。
しかし、行政区としては「生野」などの名称がつけられており、1944年（昭和19年）2月11日に、生田原村（当時）で実施された雑多な字名の整理・行政区名との整合に伴い「生野」「下生」「降尾」の3行政区に相当する区域の字名を「安国」（のちに遠軽町発足により「生田原安国」）と改称・整理したため、駅名についても1946年（昭和21年）3月1日に改められた。
この地名は、他の旧生田原町内の字名と同様、当時の村長が神道の「大祓詞（祝詞のひとつ）」に因んだ字名を選んだことに由来し、当地が佐呂間川沿いに往来する人々の休息の地であり、付近が豊穣な農耕地であることから、「安国と平けく」の部分を引用し名付けられた。

### 分岐点の争奪
石北本線の上川駅 - 遠軽駅間は、先に開通した湧別駅までの路線から分岐する形で建設されているが、この分岐位置については1920年（大正9年）ごろに生野（現：安国）と遠軽で争いがあり、生野の住民は当駅で分岐し瀬戸瀬へ直行するルートを主張した。
誘致運動は関係者が「鉄道狂人」と呼ばれるほど苛烈を極め、双方ともにリーダーが私財を投げ打ち破産状態になるほどであったが、最終的に両者ともに鉄道院当局の裁量に任せることとなり、遠軽が分岐点となった。
その後、1948年（昭和23年）12月11日に国鉄旭川鉄道管理局の一行が当駅付近で測量を実施しているが、これは方向転換を要する遠軽を経由しない短絡線の建設を企図してのものだったとされている。これを受けて生田原村（当時）は安国から旭峠を越えた先にある佐呂間村・若佐村（いずれも現：佐呂間町）と「石北線路線短絡期成会」を結成しているが、運動は不発に終わっている。

## 駅構造
網走方に向かって、左手から駅舎・ホーム・1番線・ホーム・2番線と配置した、単式ホーム2面2線の地上駅。2番線は上下線両方の線路と接するが、上り線専用となっている。互いのホームは跨線橋で連絡している。
駅舎は1989年（平成元年）10月に生田原町が行った「安国駅前再開発事業」の一環で町の物産展示場との合築として改築したものである。地元のカラマツ集成材を用いた木造平屋建（ログハウス調）となっており、トイレも併設する。遠軽駅管理の無人駅。

### のりば
| 番線 | 路線      | 方向 | 行先           |
| ---- | --------- | ---- | -------------- |
| 1    | ■石北本線 | 下り | 北見・網走方面 |
| 2    | ■石北本線 | 上り | 遠軽・旭川方面 |

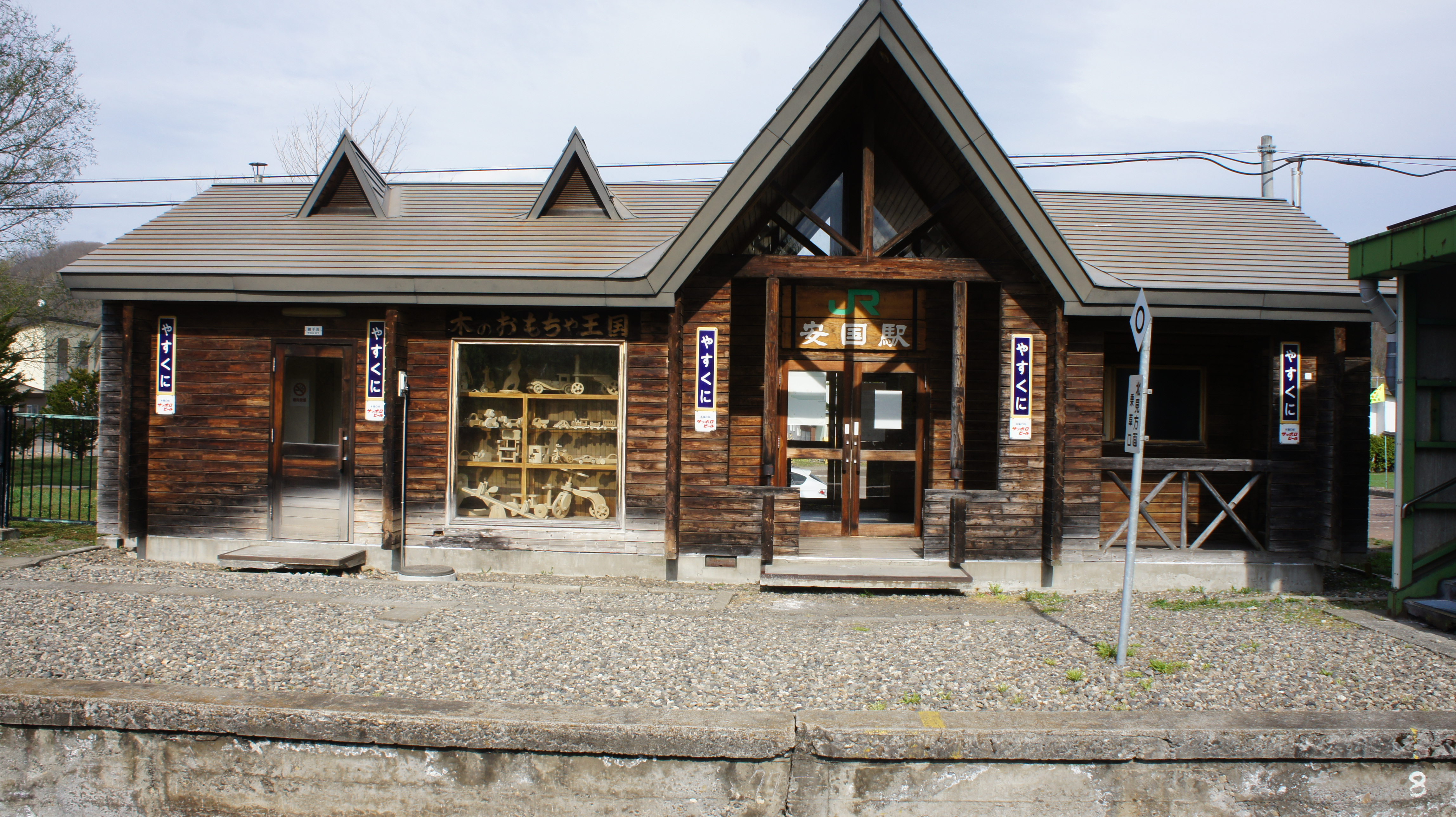
ホームから駅舎を望む（2017年5月）
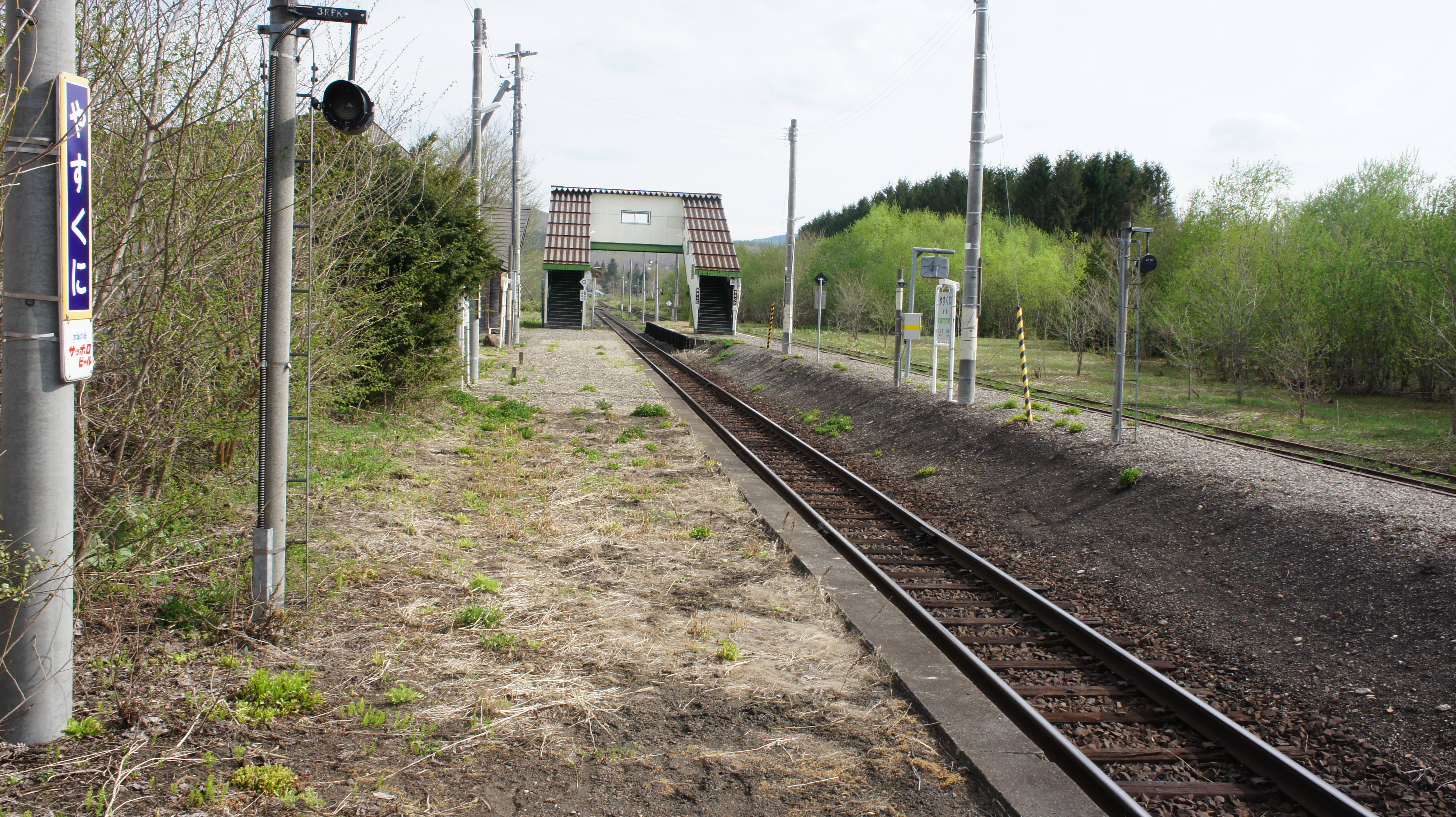
ホーム（2017年5月）
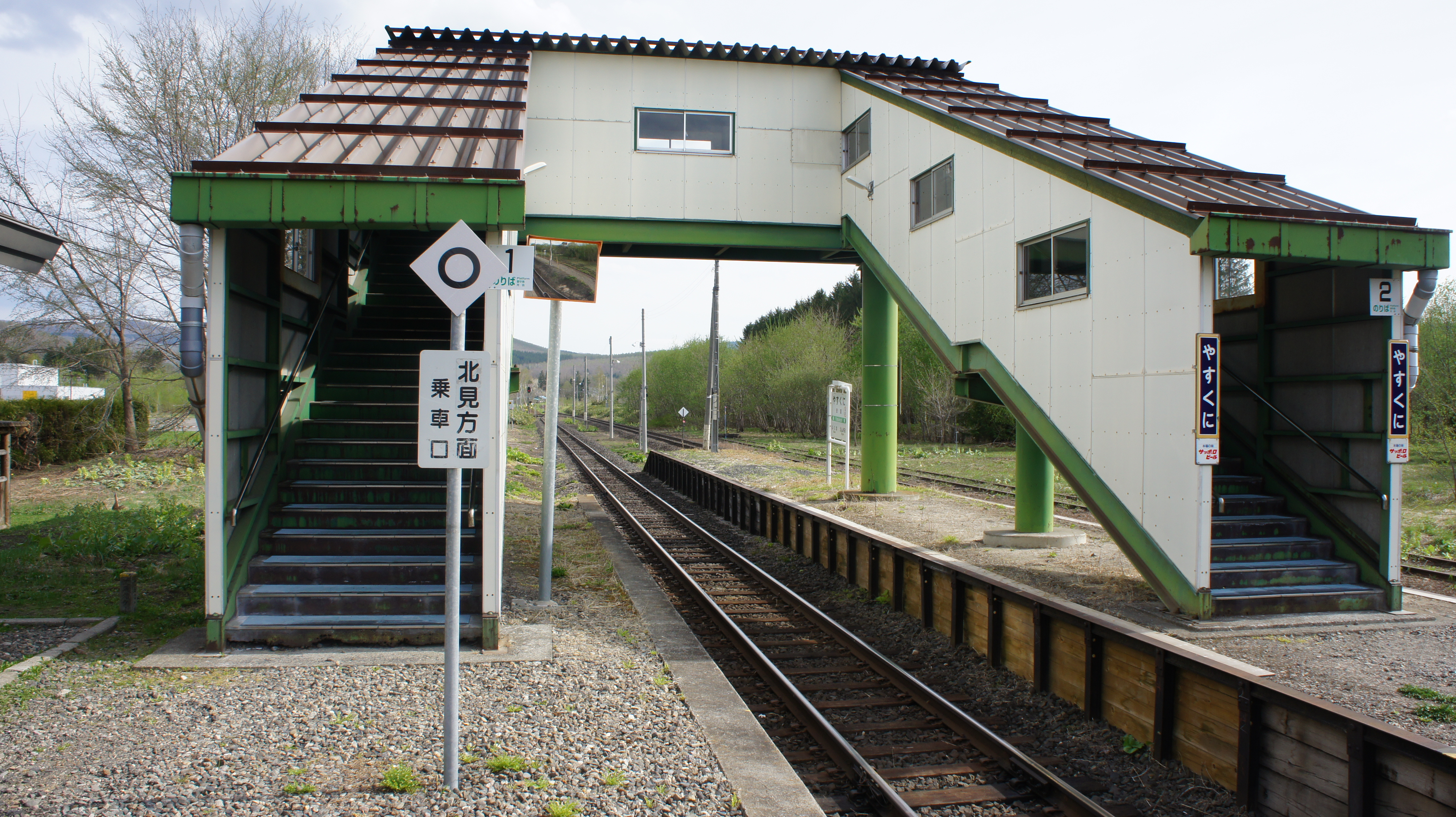
跨線橋（2017年5月）
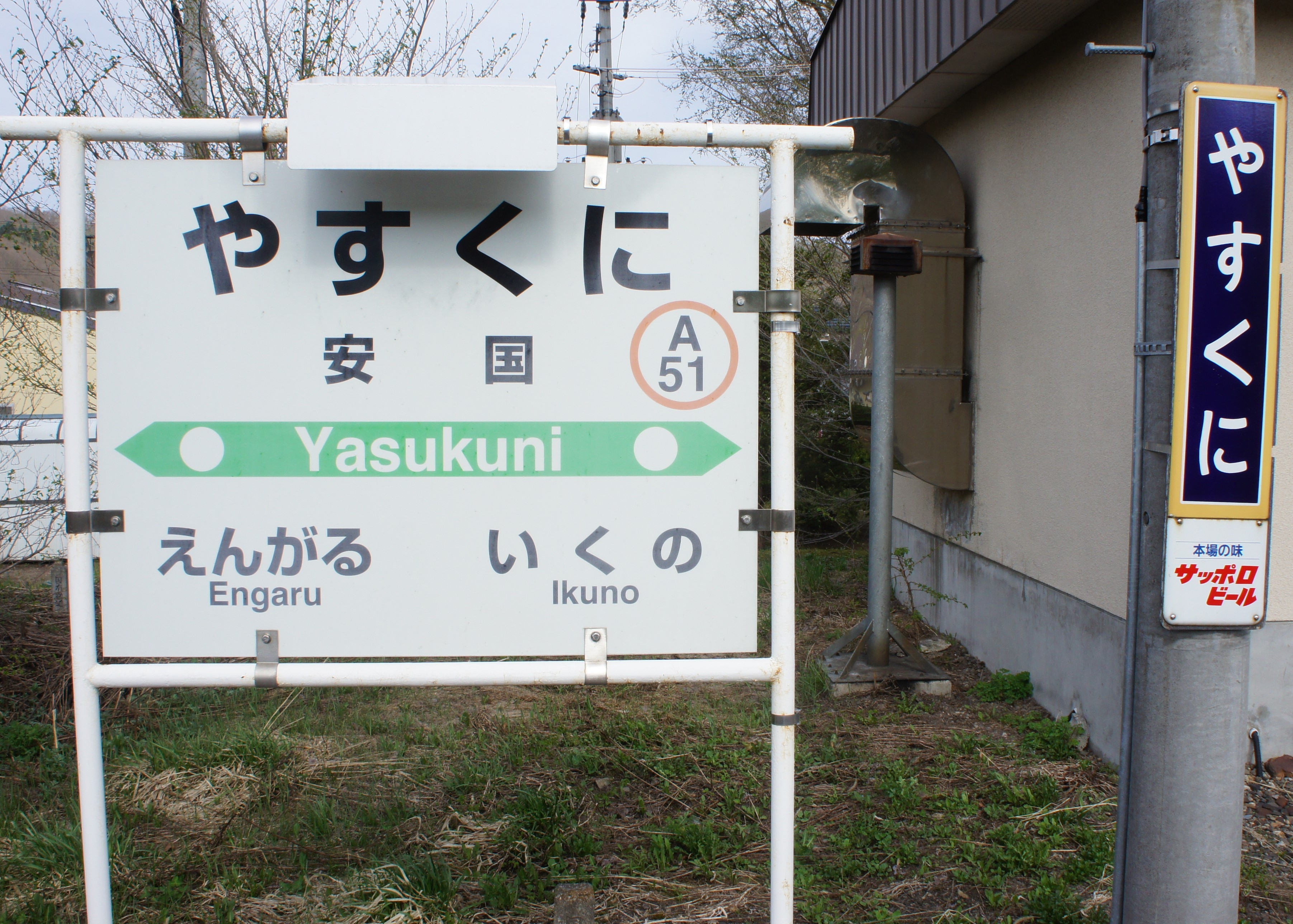
駅名標（2017年5月）

## 利用状況
乗車人員の推移は以下のとおり。年間の値のみ判明している年については、当該年度の日数で除した値を括弧書きで1日平均欄に示す。乗降人員のみが判明している場合は、1/2した値を括弧書きで記した。
また、「JR調査」については、当該の年度を最終年とする過去5年間の各調査日における平均である。
| 年度               | 乗車人員 | 乗車人員 | 乗車人員 | 出典       | 備考                  |
| 年度               | 年間     | 1日平均  | JR調査   | 出典       | 備考                  |
| ------------------ | -------- | -------- | -------- | ---------- | --------------------- |
| 1923年（大正12年） | 31,164   | (85.1)   |          | [ 18 ]     |                       |
| 1932年（昭和07年） | 18,105   | (49.6)   |          | [ 18 ]     |                       |
| 1935年（昭和10年） | 21,063   | (57.5)   |          | [ 18 ]     |                       |
| 1936年（昭和11年） | 18,701   | (51.2)   |          | [ 18 ]     |                       |
| 1945年（昭和20年） | 47,941   | (131.3)  |          | [ 18 ]     |                       |
| 1946年（昭和21年） | 65,232   | (178.7)  |          | [ 18 ]     |                       |
| 1947年（昭和22年） | 74,921   | (204.7)  |          | [ 18 ]     |                       |
| 1948年（昭和23年） | 70,086   | (192.0)  |          | [ 18 ]     |                       |
| 1949年（昭和24年） | 66,774   | (182.9)  |          | [ 18 ]     |                       |
| 1950年（昭和25年） | 66,709   | (182.8)  |          | [ 18 ]     |                       |
| 1952年（昭和27年） | 71,521   | (195.9)  |          | [ 18 ]     |                       |
| 1953年（昭和28年） | 74,211   | (203.3)  |          | [ 18 ]     |                       |
| 1954年（昭和29年） | 76,560   | (209.8)  |          | [ 18 ]     |                       |
| 1955年（昭和30年） | 74,557   | (203.7)  |          | [ 18 ]     |                       |
| 1956年（昭和31年） | 75,685   | (207.4)  |          | [ 18 ]     |                       |
| 1957年（昭和32年） | 79,735   | (218.5)  |          | [ 18 ]     |                       |
| 1958年（昭和33年） | 84,489   | (231.5)  |          | [ 18 ]     |                       |
| 1963年（昭和38年） | 60,815   | (166.2)  |          | [ 18 ]     |                       |
| 1970年（昭和45年） | 36,204   | (99.2)   |          | [ 18 ]     |                       |
| 1971年（昭和46年） | 32,044   | (87.6)   |          | [ 18 ]     |                       |
| 1972年（昭和47年） | 36,416   | (99.8)   |          | [ 18 ]     |                       |
| 1973年（昭和48年） | 38,009   | (104.1)  |          | [ 18 ]     |                       |
| 1974年（昭和49年） | 41,573   | (113.9)  |          | [ 18 ]     |                       |
| 1975年（昭和50年） | 35,385   | (96.7)   |          | [ 18 ]     |                       |
| 1978年（昭和53年） |          | 93       |          | [ 19 ]     |                       |
| 1992年（平成04年） |          | (62.0)   |          | [ 17 ]     | 一日平均乗降客数：124 |
| 2016年（平成28年） |          |          | 14.2     | [ JR北 1 ] |                       |
| 2017年（平成29年） |          |          | 12.8     | [ JR北 2 ] |                       |
| 2018年（平成30年） |          |          | 10.2     | [ JR北 3 ] |                       |
| 2019年（令和元年） |          |          | 9.2      | [ JR北 4 ] |                       |
| 2020年（令和02年） |          |          | 6.4      | [ JR北 5 ] |                       |
| 2021年（令和03年） |          |          | 4.8      | [ JR北 6 ] |                       |
| 2022年（令和04年） |          |          | 4.4      | [ JR北 7 ] |                       |
| 2023年（令和05年） |          |          | 4.6      | [ JR北 8 ] |                       |

## 駅周辺
安国の集落がある。
- 国道242号・国道333号
- 遠軽町役場安国出張所
- 遠軽警察署安国駐在所
- 安国郵便局
- 北海道紋別養護学校ひまわり学園分校
- 遠軽町立安国中学校
- 遠軽町立安国小学校
- 遠軽町立安国保育所
- 北海道北見バス「安国」停留所[20]
- セイコーマート安国店
- 安国神社 - 毎年、秋祭りの9月22日である宵宮祭には、地元有志による素人縁日が行われる。
- 安国公園
- 安国パークゴルフ場
- 女性・若者等活動促進施設「かぜる安国」
- 安国活性化センター「ピノキオハウス」

## 隣の駅
北海道旅客鉄道（JR北海道）
■石北本線

■普通
遠軽駅 (A50) - 安国駅 (A51) - *生野駅 (A52) - 生田原駅 (A53)
*打消線は廃駅

### JR北海道
1. ↑  「石北線（新旭川・網走間）」（PDF）『線区データ（当社単独では維持することが困難な線区）』、北海道旅客鉄道、2017年12月8日。オリジナルの2017年12月9日時点におけるアーカイブ。2017年12月10日閲覧。
2. ↑  「石北線（新旭川・網走間）」（PDF）『線区データ（当社単独では維持することが困難な線区）(地域交通を持続的に維持するために)』、北海道旅客鉄道株式会社、3頁、2018年7月2日。オリジナルの2018年8月19日時点におけるアーカイブ。2018年8月19日閲覧。
3. ↑  “石北線（新旭川・網走間）” (PDF). 線区データ（当社単独では維持することが困難な線区）(地域交通を持続的に維持するために).   北海道旅客鉄道. p. 3 (2019年10月18日). 2019年10月18日時点のオリジナルよりアーカイブ。2019年10月18日閲覧。
4. ↑  “石北線（新旭川・網走間）” (PDF). 地域交通を持続的に維持するために > 輸送密度200人以上2,000人未満の線区（「黄色」8線区）.   北海道旅客鉄道. p. 3・4 (2020年10月30日). 2020年11月2日時点のオリジナルよりアーカイブ。2020年11月2日閲覧。
5. ↑  “駅別乗車人員  特定日調査（平日）に基づく”.   北海道旅客鉄道. 2022年8月3日時点のオリジナルよりアーカイブ。2022年8月14日閲覧。
6. ↑  “駅別乗車人員  特定日調査（平日）に基づく”.   北海道旅客鉄道. 2022年9月3日時点のオリジナルよりアーカイブ。2022年9月3日閲覧。
7. ↑  “駅別乗車人員  特定日調査（平日）に基づく”.   北海道旅客鉄道. 2023年11月10日時点のオリジナルよりアーカイブ。2023年11月10日閲覧。
8. ↑  “駅別乗車人員  特定日調査（平日）に基づく”.   北海道旅客鉄道 (2024年). 2024年9月9日時点のオリジナルよりアーカイブ。2024年9月9日閲覧。